# Wer singt für Deutschland? (2008)
Unter dem Titel Wer singt für Deutschland? fand am 6. März 2008 im Deutschen Schauspielhaus in Hamburg der deutsche Vorentscheid für den Eurovision Song Contest 2008 in Belgrad (Serbien) statt. Das Erste Deutsche Fernsehen übertrug die Sendung, die wie im Vorjahr von Thomas Hermanns moderiert wurde.

## Format

### Konzept
Das Teilnehmerfeld wurde im Vergleich zum Vorjahr ausgeweitet, statt drei traten fünf Interpreten an. Aus der ersten Abstimmungsrunde der Liveshow gingen Carolin Fortenbacher und No Angels als Bestplatzierte hervor.

#### Erste Runde
| Startnr. | Interpret            | Lied Musik (M) und Text (T)                                                   |
| -------- | -------------------- | ----------------------------------------------------------------------------- |
| 1        | Marquess             | La Histeria M/T: Christian Fleps, Dominik Decker, Marco Heggen, Sascha Pierro |
| 2        | Tommy Reeve          | Just One Woman M/T: Tommy Lee James, Lee Ryan, Jamie Hartman                  |
| 3        | Cinema Bizarre       | Forever or Never M/T: Remee, Thomas Troelsen                                  |
| 4        | Carolin Fortenbacher | Hinterm Ozean M: Pe Werner, Peter Koobs; T: Pe Werner                         |
| 5        | No Angels            | Disappear M/T: Remee, Thomas Troelsen, Hanne Sørvaag                          |

 Kandidat hat sich für die zweite Runde qualifiziert.

#### Zweite Runde

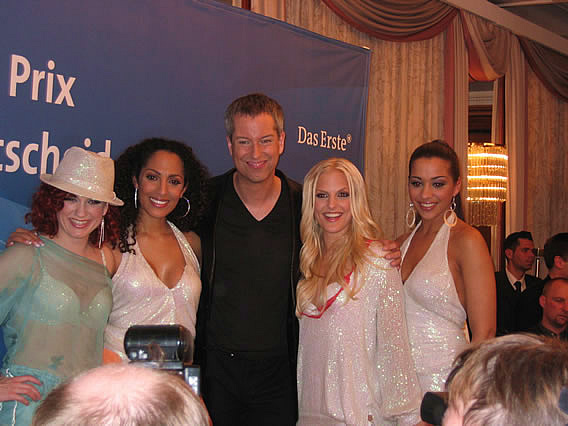
Die Gewinnerinnen der deutschen Vorentscheidung: No Angels mit Moderator Thomas Hermanns

Die zweite Runde entschieden die No Angels mit 50,5 % der Stimmen für sich und vertraten somit Deutschland am 24. Mai 2008 in Belgrad.
| Interpret            | Lied Musik (M) und Text (T)                           | Ergebnis (in Prozent) |
| -------------------- | ----------------------------------------------------- | --------------------- |
| No Angels            | Disappear M/T: Remee, Thomas Troelsen, Hanne Sørvaag  | 50,5 %                |
| Carolin Fortenbacher | Hinterm Ozean M: Pe Werner, Peter Koobs; T: Pe Werner | 49,5 %                |

Nur 3,47 Millionen Zuschauer (11,0 % Marktanteil) verfolgten die ARD-Sendung, in der Gruppe der 14-49-Jährigen waren es 1,54 Millionen (11,7 % Marktanteil). Das war die niedrigste Zuschauerzahl seit 1996, als der NDR die Federführung für die Vorentscheidungen zum Song Contest übernahm.
Im Finale des Eurovision Song Contest 2008 am 24. Mai 2008 in Belgrad erreichten die No Angels mit 14 Punkten (Punktgleich mit Polen und dem Vereinigten Königreich) den 23. und somit eigentlich letzten Platz. Aufgrund der Regel für Punktegleichstand jedoch, welche besagt, dass bei Punktegleichstand nachgeschaut wird, wer das höchste Voting erhalten hat, platzierten sie sich vor Polen und dem Vereinigten Königreich, da die No Angels 12 Punkte aus Bulgarien erhielten.

## Kritik
Die FAZ fand „… insgesamt alle fünf Beiträge eher seicht und belanglos“; die Süddeutsche bemerkte: „Der Vorentscheid ist inzwischen ein Heimspiel für den musikalischen Mainstream. Exzentriker wie Guildo Horn hätten wohl keine Chance mehr – das ist langweilig und überhaupt nicht gut so.“